# Grandvilliers (Oise)
Grandvilliers é uma comuna francesa na região administrativa de Altos da França, no departamento de Oise. Estende-se por uma área de 6,64 km². Em 2010 a comuna tinha 2 961 habitantes (densidade: 445,9 hab./km²).